# Szczeciniak
Szczeciniak (deutsch Stettenbruch) ist ein Ort in der polnischen Woiwodschaft Ermland-Masuren und gehört zur Gmina Srokowo (Drengfurth) im Powiat Kętrzyński (Kreis Rastenburg).

## Geographische Lage
Szczeciniak liegt in der nördlichen Mitte der Woiwodschaft Ermland-Masuren, elf Kilometer nordöstlich der Kreisstadt Kętrzyn (deutsch Rastenburg).

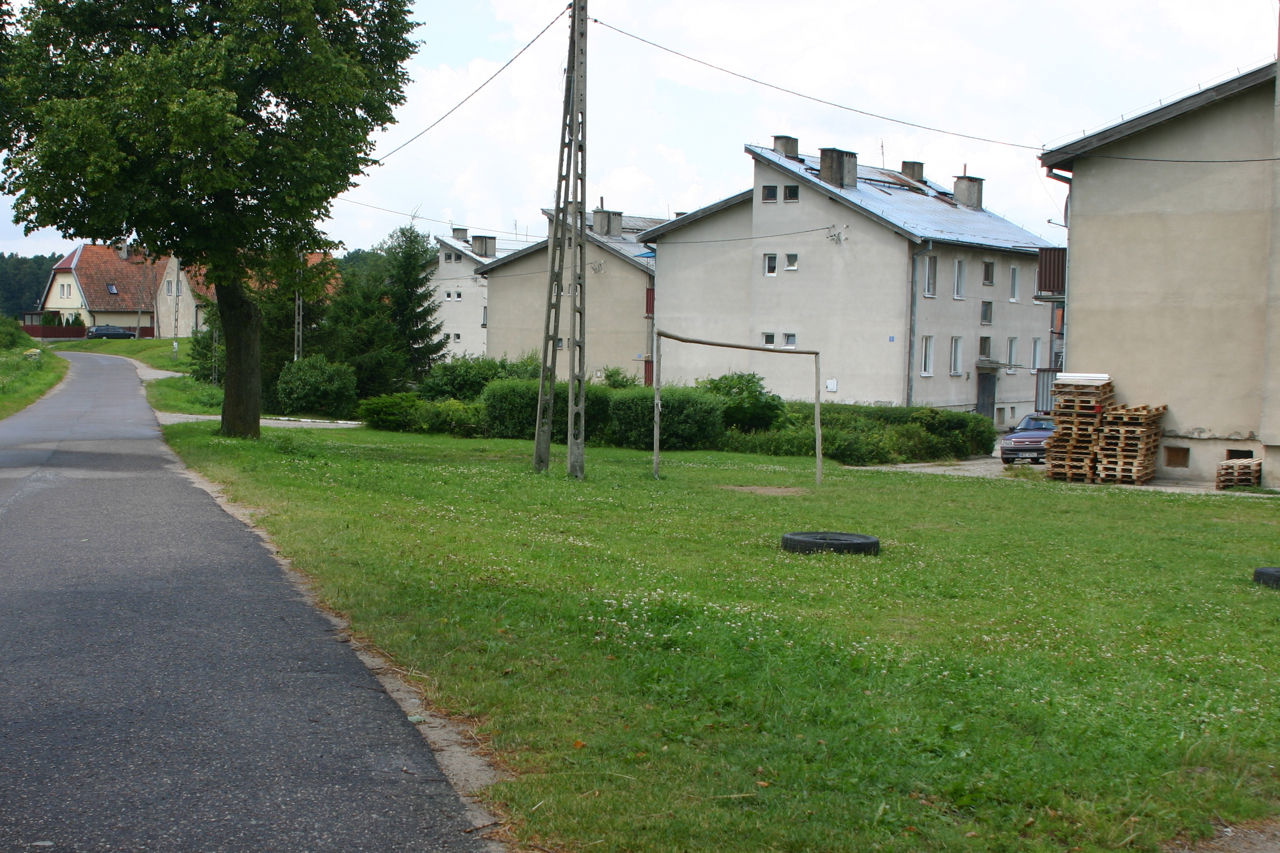
Wohnsiedlung in Szczeciniak

## Geschichte
Bei dem um 1785 Steetenbruch genannten Ort handelt es sich in seinem Ursprung um ein großes Gut. 1785 war es ein „adlig Gut und Dorf mit 39 Feuerstellen“. 1874 wurde Settenbruch in den neu errichteten Amtsbezirk Wehlack (polnisch Skierki) eingegliedert, der bis 1945 zum Kreis Rastenburg im Regierungsbezirk Königsberg in der preußischen Provinz Ostpreußen gehörte.
Hatte Stettenbruch 1820 noch 99 Einwohner, so stieg ihre Zahl bis 1885 auf 179, betrug 1905 noch 148, 1910 fast gleichbleibend 152, 1933 schon 188, 1939 nur 164.
In Kriegsfolge kam Stettenbruch 1945 mit dem gesamten südlichen Ostpreußen zu Polen und erhielt die polnische Namensform „Szczeciniak“. Heute ist die Siedlung (polnisch Osada) in die Landgemeinde Srokowo (Drengfurth) im Powiat Kętrzyński (Kreis Rastenburg) eingegliedert, bis 1998 der Woiwodschaft Olsztyn, seither der Woiwodschaft Ermland-Masuren zugehörig.

## Kirche
Bis 1945 war Stettenbruch in die evangelische Kirche Wenden sowie in die katholische Kirche St. Katharina Rastenburg im damaligen Bistum Ermland eingepfarrt.
Heute ist Szczeciniak kirchlich nach Srokowo hin orientiert: zur katholischen Heilig-Kreuz-Kirche im jetzigen Erzbistum Ermland sowie zur evangelischen Dorfkirche, einer Filialkirche der Johanneskirche Kętrzyn in der Diözese Masuren der Evangelisch-Augsburgischen Kirche in Polen.

## Verkehr
Szczeciniak liegt zwischen den beiden Woiwodschaftsstraßen DW 591 (ehemalige deutsche Reichsstraße 141) und DW 650 und ist von Winda (Wenden) bzw. Solanka (Salzbach) und Nowa Różanka (Neu Rosenthal) aus erreichbar.
Eine Bahnanbindung besteht nicht mehr. Bis 1945 war Stettenbruch Bahnstation an der von den Rastenburger Kleinbahnen befahrenen Bahnstrecke Rastenburg–Drengfurth, die aber nicht reaktiviert wurde.